# Ryū (arti marziali)
Ryū era storicamente un'istituzione di tipo feudale creata dai vari clan oppure dall'iniziato di un daimyō, allo scopo di insegnare le arti marziali ai samurai del proprio clan.

Il termine (il cui carattere kanji è 流) viene tradotto con "scuola" o "stile" (da intendersi come una corrente di pensiero), basti infatti pensare a come moltissimi stili di karate o di altre arti marziali in genere, adottino il suffisso -ryuu nel loro nome.
Come accade a molte parole giapponesi, queste hanno più possibili traduzioni, difatti ryuu viene anche tradotto come lo "scorrere di un fiume". Questo concetto però, contrariamente a quanto sembra, non si discosta dalla traduzione di "scuola/stile", anzi queste due traduzioni vanno di pari passo, in quanto si intende che le conoscenze di un'arte marziale, all'interno di una scuola, si tramandano di generazione in generazione e scorrono fino ad arrivare ai giorni nostri.